# استاکتون، ایلینوی
استاکتون (به انگلیسی: Stockton) یک روستا در ایالات متحده آمریکا است که در ایلینوی واقع شده‌است. استاکتون ۴٫۴۹ کیلومتر مربع مساحت و ۱٬۸۶۲ نفر جمعیت دارد و ۳۰۲٫۹۷ متر بالاتر از سطح دریا واقع شده‌است.